# Иноковка 2-я
Иноковка 2-я — село в Кирсановском районе Тамбовской области России. Входит в состав Иноковского сельсовета.

## География
Село находится в восточной части Тамбовской области, в лесостепной зоне, в пределах Окско-Донской равнины, преимущественно на правом берегу реки Иноковка, на расстоянии примерно 16 км (по прямой) к юго-западу от города Кирсанов, административного центра района. Абсолютная высота — 145 м над уровнем моря.
Часовой пояс
Село Иноковка 2-я, как и вся Тамбовская область, находится в часовой зоне МСК (московское время). Смещение применяемого времени относительно UTC составляет +3:00.

## История
По данным 1926 года имелось 842 хозяйства и проживало 4085 человек (1966 мужчин и 2119 женщин). В административном отношении село входило в состав Иноковской волости Кирсановского уезда Тамбовской губернии.

## Население
| 2010 |
| ---- |
| 409  |

Половой состав
По данным Всероссийской переписи населения 2010 года, в гендерной структуре населения мужчины составляли 43,5 %, женщины — соответственно 56,5 %.
Национальный состав
Согласно результатам переписи 2002 года, в национальной структуре населения русские составляли 99 % из 488 чел.

## Улицы
| - ул. Верхняя Луговка, - ул. Дворянь, - ул. Зацерковь, - ул. Нижняя Луговка, | - ул. Новый Порядок, - ул. Суходольский, - ул. Цебезовка. |